# Kulturpädagogik
Kulturpädagogik ist ein uneindeutiger Sammelbegriff für verschiedene Erscheinungsformen und Aspekte der Vermittlung kultureller Bildung, die jedoch zugleich mit sozialen und politischen Aufgaben behaftet sind.
Der Begriff Kulturpädagogik wurde ursprünglich von Eduard Spranger geprägt, der
darunter eine „geleitete Berührung“ mit der gegebenen Kultur verstand. Sprangers Ziel war nicht die Begründung einer Teildisziplin der Pädagogik, sondern eine kulturphilosophische Begründung der Pädagogik als Kulturpädagogik (vgl. Geisteswissenschaftliche Pädagogik).
Seit den frühen 1970er Jahren vollzog sich ein Paradigmenwechsel in der kulturpädagogischen Arbeit, der als „Neue Kulturpädagogik“ Einzug in den Diskurs fand und den heutigen Begriff von Kulturpädagogik prägte. In der sogenannten Neuen Kulturpädagogik der 1970er-Jahre ging es „um eine sozial-kulturelle Bildung“. Grundlage waren Denk- und Handlungsansätze der neuen sozialen und soziokulturellen Bewegungen und die politische Forderung nach „Demokratisierung von Kultur“.

## Kulturpädagogik nach Müller-Rolli
1988 gab Sebastian Müller-Rolli das Buch Kulturpädagogik und Kulturarbeit heraus, das sich mit der bis dahin zwanzigjährigen Geschichte der Kulturpädagogik auseinandersetzt. Die Kulturpädagogik hatte sich als fester Bestandteil des außerschulischen Bildungsangebotes etabliert. Eine eigentliche und zusammenhängende Theorie der Kulturpädagogik gab es jedoch nicht und gibt es bis heute nicht. Mit dem Begriff Kulturpädagogik wird nach Müller-Rolli in erster Linie eine außerschulische kulturpädagogische Praxis bezeichnet, in zweiter Linie eine für die kulturpädagogische Praxis qualifizierende Ausbildung. Als Gegenstand der Kulturpädagogik versteht Müller-Rolli die Vermittlung von Kultur, das heißt „von ästhetischen Wahrnehmungen und Erfahrungen.“ Von der Erwachsenenbildung unterscheidet sich die Kulturpädagogik nach Müller-Rolli dadurch, „daß sie allgemeinbildende und nichtberufs- oder fachspezifische Angebote macht und der Subjektbezug vor dem Sachbezug Vorrang hat.“

## Rechtliche Verankerung
Kulturelle Kinder- und Jugendarbeit ist nach § 11 des SGB VIII (KJHG) ein Handlungsfeld der außerschulischen Bildung. Ziel ist es, Kindern und Jugendlichen den Zugang zu Kunst und Kultur zu ermöglichen.

## Kulturpädagogische Richtungen
Kulturpädagogik ist der Überbegriff für eine Vielzahl von pädagogisch-methodischen Richtungen: Pädagogik der Fotografie, Kunstpädagogik, Literaturpädagogik, Medienpädagogik, Museumspädagogik, Musikvermittlung, Spielpädagogik, Tanzpädagogik, Theaterpädagogik, Zirkuspädagogik

## Ausbildung
Es gibt zwei Möglichkeiten zur Ausbildung als Kulturpädagoge:
- Studium an einer Hochschule
Einige Universitäten und Fachhochschulen bieten Schwerpunkt- und Aufbaustudiengänge im Bereich Kulturpädagogik, Kulturwissenschaften oder in einzelnen kulturpädagogischen Richtungen (z. B. Theaterpädagogik) an. Der Abschluss erfolgt dann z. B. als BA Kulturpädagoge (früher Diplom Kulturpädagoge) oder Diplom-Theaterpädagoge.

Der Fachbereich Soziale Arbeit.Medien.Kultur an der Hochschule Merseburg bietet seit 1996 den Studiengang (früher „Diplom“) BA Kultur- und Medienpädagogik an, der aufbauend durch ein Masterstudium ergänzt werden kann (Angewandte Medien- und Kulturwissenschaft).
Der Fachbereich Sozialwesen der Hochschule Niederrhein bietet seit einigen Semestern einen grundständigen Bachelor-Studiengang Kulturpädagogik mit dem Abschluss „Bachelor of Arts“ an. Ab dem Wintersemester 2008/09 wird dort auch ein Masterstudium, das konsekutiv auf den Bachelor aufbaut, angeboten.
- Zusatzausbildungen
Hochwertige und anerkannte Zusatzausbildungen als Kulturpädagoge gibt es u. a. an der Akademie Remscheid, am Institut für Jugendarbeit Gauting des Bayerischen Jugendringes und an der alanus-Kunsthochschule (Institut für Kunst im Dialog im alanus Werkhaus) in Alfter. Hier wird man als Kulturpädagoge ausgebildet und kann Schwerpunkte wählen. Der Abschluss erfolgt als „Qualifizierter Kulturpädagoge“. Ebenso bildet das Institut für moderne Arbeitstechniken zum Kulturpädagogen aus, nachdem einige Semester Pädagogik an der Universität nachgewiesen werden müssen. Leistungsnachweise werden für das Aufbaustudium zum Diplom-Kultur-Pädagogen u. U. angerechnet. Auch andere Institute konzentrieren sich auf Kulturpädagogik, die Studienbetreuungen werden in der Regel von Professoren der Erziehungswissenschaft (Pädagogik) und Soziologie vorgenommen.